# مورتال كومبات 3
مورتال كومبات 3 (بالإنجليزية: Mortal Kombat 3)‏ ، هي لعبة فيديو من نوع ألعاب قتال ، أصدرت من قبل شركة ميدواي للألعاب بتاريخ 15 أبريل سنة 1995م، وتعد الجزء الثالث الرئيسي من سلسلة مورتال كومبات.

## وصلات خارجية
- مورتال كومبات 3 على موقع IMDb (الإنجليزية)

- Mortal Kombat 3 على موبي غيمز
- Mortal Kombat 3 at تي في تروبس  [لغات أخرى]‏ (characters)
- Mortal Kombat 3 at Arcade-History